# Ко-тримоксазол
Ко-тримоксазол (син.: сульфаметоксазол/триметоприм) — антибактериальное лекарственное средство группы сульфаниламидов.

## Фармакологические свойства
Ко-тримоксазол — комбинированный антибактериальный препарат. Ко-тримоксазол — химиотерапевтическое средство с широким спектром бактерицидного действия, обусловленного блокированием биосинтеза фолатов в микробных клетках: сульфаметоксазол нарушает синтез дигидрофолиевой кислоты, а триметоприм препятствует превращению дигидрофолиевой кислоты в тетрагидрофолиевую.
Активность препарата проявляется в отношении почти всех групп микроорганизмов: грамотрицательных — Salmonella spp., Shigella spp., Neisseria spp., Proteus vulgaris, Vibrio cholerae, Yersinia spp., Escherichia coli; грамположительных — Staphylococcus spp., Corynebacterium и др. К препарату чувствительны также хламидии, актиномицеты, клебсиеллы.
Важное клиническое значение имеет активность ко-тримоксазола против пневмоцист Pneumocystis carinii, важного возбудителя пневмоцистной пневмонии у ослабленных, иммунодефицитных больных, особенно ВИЧ-инфицированных.

### Фармакокинетика
При приёме внутрь оба компонента препарата полностью всасываются из желудочно-кишечного тракта. Максимальная концентрация активных компонентов препарата наблюдается через 1—4 часа. Триметоприм отличается хорошим проникновением в клетки и через тканевые барьеры — в лёгкие, почки, простату, желчь, слюну, мокроту, ликвор. Связывание триметоприма с белками 50 %, период полувыведения его в норме от 8,6 до 17 час. Основной путь выведения триметоприма — через почки, 50 % в неизмененном виде. Сульфаметоксазол: связывание его с белками плазмы 66 %, период полувыведения от 9 до 11 час в норме. Основной путь элиминации — почки, причём, от 15 до 30 % в активной форме.

## Показания
Препарат применяют для лечения инфекций: дыхательных путей (бронхит, пневмония, абсцесс легкого, эмпиема плевры, отит, синусит), менингит, абсцесс головного мозга, мочеполовой системы (пиелонефрит, уретрит, сальпингит, простатит), в том числе гонорейной природы, желудочно-кишечных (дизентерия, холера, брюшной тиф, паратиф, диарея), кожи и мягких тканей (пиодермия, фурункулёз и др).

## Противопоказания
Повышенная чувствительность к триметоприму и/или сульфаниламидам, беременность, новорожденные до 6 недель жизни, тяжёлые кардиальные, печеночные, почечные и гематологические заболевания, дефицит глюкозо-6-фосфатдегидрогеназы.
С осторожностью при детском возрасте.

## Применение
Препарат принимают внутрь после еды с достаточным количеством жидкости. Доза назначается индивидуально. Детям от 2 до 5 лет: по 2 таблетки (120 мг) 2 раза в день. Детям от 6 до 12 лет: по 4 таблетки (120 мг) или по 1 таблетке (480 мг) 2 раза в день. При пневмонии — 100 мг/кг/сут (из расчёта сульфаметоксазол), интервал между приёмами — 6 часов, курс лечения — 14 дней. При гонорее — 2 г сульфаметоксазола 2 раза в сутки с интервалом 12 часов. Взрослым и детям старше 12 лет: по 960 мг 2 раза в сутки, при длительной терапии по 480 мг 2 раза в сутки.
Продолжительность курса лечения от 5 до 14 дней. При тяжелом течении и/или при хронической форме инфекционных заболеваний допустимо увеличение разовой дозы на 30-50 %.
В случае продления курса лечения более 5 дней и/или увеличения дозы необходимо проводить гематологический контроль; в случае изменения картины крови необходимо дополнительное назначение фолиевой кислоты по 5-10 мг в сутки.

## Побочные действия
- Со стороны органов желудочно-кишечного тракта — гастрит, диспепсия, тошнота, рвота, анорексия, редко — холестатический и некротический гепатиты, повышение уровня трансаминаз и билирубина, псевдо-мембранозный энтероколит, панкреатит, стоматит, глоссит.
- Со стороны органов кровотворения — агранулоцитоз, апластическая анемия, тромбоцитопения, гемолитическая анемия, мегалобластическая анемия, гипотромбинемия, метгемоглобинемия, эозинофилия.
- Со стороны мочевыделительной системы — кристаллургия, почечная недостаточность, интерстициальный нефрит, повышение уровня креатина плазмы. Токсическая нефропатия с олигоурией и анурией.
- Аллергические реакции — крапивница, сыпь, токсический эпидермиальный некролиз (синдром Лайелла), синдром Стивена-Джонсона, аллергический миокардит, мультиформная эритема, эксфолиативный дерматит, отёк Квинке, зуд, покраснение склер, повышение температуры тела.
- Прочие — гиперкалиемия, гипонатриемия, асептический менингит, периферический неврит, головная боль, депрессия, артралгия, миалгия, слабость, фотосенсибилизация.

По причине наличия у ко-тримоксазола неблагоприятных побочных реакций в Великобритании создали специальный общественный комитет, зарегистрировавший 130 смертельных исходов, связанных с применением препарата. Самыми опасными из побочных реакций оказались тяжёлые, смертельно опасные реакции со стороны кожи — синдром токсического эпидермального некролиза (синдром Лайелла) и синдром Стивенса — Джонсона. Применение сульфаниламидов, и ко-тримоксазола в частности, связан с намного бо́льшим (в 10—20 раз чаще) риском их развития, чем применение b-лактамных антибиотиков.
При применении ко-тримоксазола требуется тщательный контроль за смертельно опасными побочными реакциями. С микробиологической, клинической и фармакоэкономической позиции при инфекциях, которые традиционно являлись показанием к применению ко-тримоксазола, предпочтение в подавляющем большинстве случаев следует отдавать монотерапии триметопримом или антибиотикам других групп.

## Передозировка
Симптомы — анорексия, тошнота, рвота, слабость, боли в животе, головная боль, сонливость, гематурия, кристаллурия, помутнение сознания. Принимаемые меры: отмена препарата, промывание желудка (не позднее 2 часов после приёма чрезмерной дозы), обильное питье, форсированный диурез, приём фолината кальция (5—10 мг/сут), при необходимости гемодиализ.

## Взаимодействие
Препарат не рекомендуется принимать одновременно с тиазидными диуретиками из-за
риска тромбоцитопении (кровоточивости). Ко-тримоксазол усиливает антикоагулянтную
активность варфарина и противосудорожную фенитоина.
Триметоприм потенцирует действие противодиабетических препаратов производных
сульфонилмочевины. Рифампицин сокращает период полувыведения триметоприма.
Сочетанное назначение ко-тримоксазола и циклоспорина после операций на почках
ухудшает состояние больных.
Не рекомендуется одновременное назначение препарата с салицилатами, бутадионом,
напроксеном и производными пара-аминобензойной кислоты.

## Указания
С осторожностью назначают препарат при дефиците фолиевой кислоты в организме, бронхиальной астме, отягощенном аллергологическом анамнезе.

## Условия хранения
Хранить в сухом, защищённом от света месте. Хранить в недоступном для детей месте. Срок годности 5 лет. Не использовать препарат с истекшим сроком годности.